# Kinski
Kinski er en dansk rap/spoken word-gruppe dannet i 2008 bestående af Per Vers (rap), Ole Omkvæd (rap og spoken word) og Turkman Souljah (scratch).
Gruppens debutalbum udkom i 2009 under navnet Vi Taler Dansk!, der blev gjort gratis tilgængelig via gruppens hjemmeside.

## Diskografi
- Vi Taler Dansk! (2009)